# Eilema comorensis
Eilema comorensis är en fjärilsart som beskrevs av De Toulgoët 1955. Eilema comorensis ingår i släktet Eilema och familjen björnspinnare. Inga underarter finns listade i Catalogue of Life.